# Воронино (Ломоносовский район)
Воронино (фин. Vornaisi, Voronina) — деревня в  Лопухинском сельском поселении Ломоносовского района Ленинградской области.

## История
На карте Ингерманландии А. И. Бергенгейма, составленной по шведским материалам 1676 года, обозначена деревня Warnas.
На шведской «Генеральной карте провинции Ингерманландии» 1704 года — деревня Wårnas.
Деревня Воронино при мызе Воронина упомянуты на карте Ингерманландии А. Ростовцева 1727 года.
Мыза Воронинская упоминается на карте Санкт-Петербургской губернии Я. Ф. Шмидта 1770 года.
Согласно 6-й ревизии 1811 года мыза Воронинская с деревнями принадлежала графу Д. Н. Шереметеву.
На карте Санкт-Петербургской губернии Ф. Ф. Шуберта 1834 года обозначена деревня Воронина, состоящая из 70 крестьянских дворов дворов и при ней мыза Вороницкая.

ВОРОНИНО — мыза принадлежит гвардии поручику князю и княгине Енгалычевым, число жителей по ревизии: 8 м. п.

ВОРОНИНО — деревня принадлежит гвардии поручику князю и княгине Енгалычевым, число жителей по ревизии: 111 м. п., 120 ж. п. (1838 год)

В пояснительном тексте к этнографической карте Санкт-Петербургской губернии П. И. Кёппена 1849 года она записана как деревня Woronina (Воронино) и указано количество её жителей на 1848 год: ижоры — 57 м. п., 58 ж. п., эвремейсов — 61 м. п., 67 ж. п., а также в усадьбе Воронино эвремейсов — 1 м. п., 4 ж. п., всего 248 человек. Ижоры относились к православному Глобицкому Спасскому приходу, эвремейсы — к лютеранскому приходу Каприо.
Деревня Воронина из 50 дворов отмечена на карте профессора С. С. Куторги 1852 года.

ВОРОНИНО — деревня княгини Енгалычевой, по просёлочной дороге, число дворов — 40, число душ — 113 м. п. (1856 год)

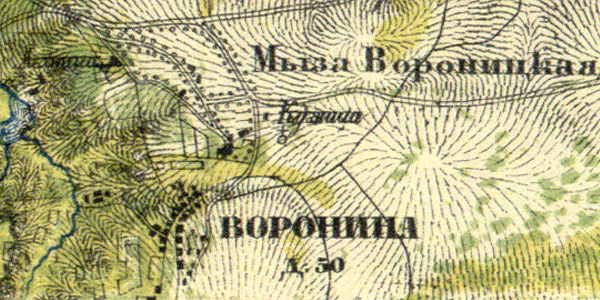
План деревни Воронино, 1860 год

Согласно «Топографической карте частей Санкт-Петербургской и Выборгской губерний» в 1860 году деревня называлась Воронина и насчитывала 30 крестьянских дворов. К северу от деревни находилась кузница и Мыза Вороницкая.

ВОРОНИНО — деревня владельческая при реке Воронке и ключах, число дворов — 53, число жителей: 120 м. п., 132 ж. п. (1862 год)

Согласно материалам по статистике народного хозяйства Петергофского уезда 1887 года, мыза Воронино площадью 6967 десятин принадлежала жене надворного советника Е. И. Граве и вдове генерал-лейтенанта Н. И. Жуковской, она была приобретена в 1873 году за 105 000 рублей. Водяная мельница сдавалась в аренду.
Усадебные постройки сохранились, но не используются. В бывшем парке привлекает внимание дуб-солитер, которому 180 лет.
В конце XIX века деревня административно относилась к Воронинской волости 2-го стана Петергофского уезда Санкт-Петербургской губернии, в начале XX века — 3-го стана.
По данным «Памятной книжки Санкт-Петербургской губернии» за 1905 год мыза Воронино площадью 6339 десятин принадлежала жене полковника Ольге Аполлоновне Бертельс.
С 1917 по 1923 год деревня входила в состав Воронинского сельсовета Медушской волости Петергофского уезда. По приходским данным население деревни было смешанным — ижорско-финско-русским.
С 1923 года в составе Троцкого уезда.
С 1924 года в составе Верхнего сельсовета.
Согласно данным переписи населения СССР 1926 года в деревне Воронино проживали 263 человека — большинство русские, а также финны.
С февраля 1927 года в составе Гостилицкой волости. С августа 1927 года в составе Ораниенбаумского района.
В 1928 году население деревни Воронино также составляло 263 человека.

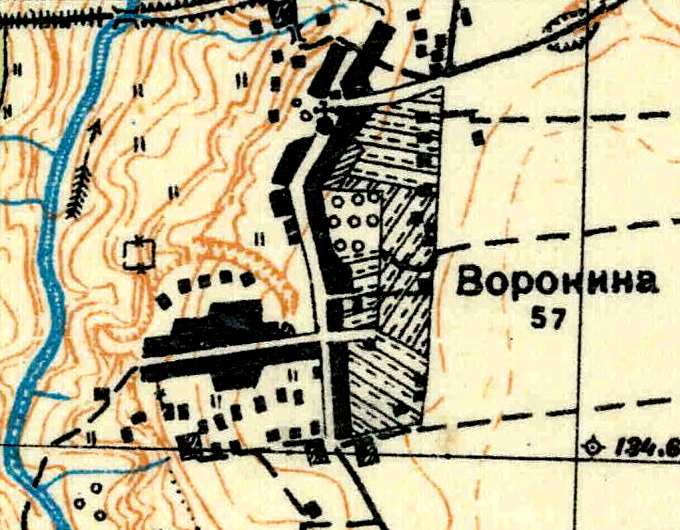
План деревни Воронино. 1930 год

Согласно топографической карте 1930 года деревня называлась Воронина и насчитывала 57 дворов, в северной части деревни находилась часовня.
По данным 1933 года деревня Воронино являлась административным центром Верхнего сельсовета Ораниенбаумского района, в который входили 5 населённых пунктов: деревни Воронино, Долгая Нива, Закорново, Мартыново и посёлок Демлевка, общей численностью населения 732 человека.
По данным 1936 года в состав Верхнего сельсовета входили 4 населённых пункта, 173 хозяйства и 4 колхоза.
Деревня была освобождена от немецко-фашистских оккупантов 28 января 1944 года.
С 1960 года в составе Лопухинского сельсовета.
С 1963 года в составе Гатчинского района.
С 1965 года вновь в составе Ломоносовского района. В 1965 году население деревни Воронино составляло 233 человека.
По данным 1966, 1973 и 1990 годов деревня Воронино также входила в состав Лопухинского сельсовета.
В 1997 году в деревне Воронино Лопухинской волости проживали 25 человек, в 2002 году — 24 человека (русские — 84 %), в 2007 году — 17.

## География
Деревня расположена в юго-западной части района на автодороге 41К-008 (Петродворец — Криково), к западу от административного центра поселения, деревни Лопухинка.
Расстояние до административного центра поселения — 10 км.
Расстояние до ближайшей железнодорожной станции Копорье — 21 км.
Через деревню протекает река Воронка.

## Демография
| 1862 | 2002 | 2007 | 2010 | 2017 |
| ---- | ---- | ---- | ---- | ---- |
| 252  | ↘24  | ↘17  | ↗34  | ↘23  |

## Фото

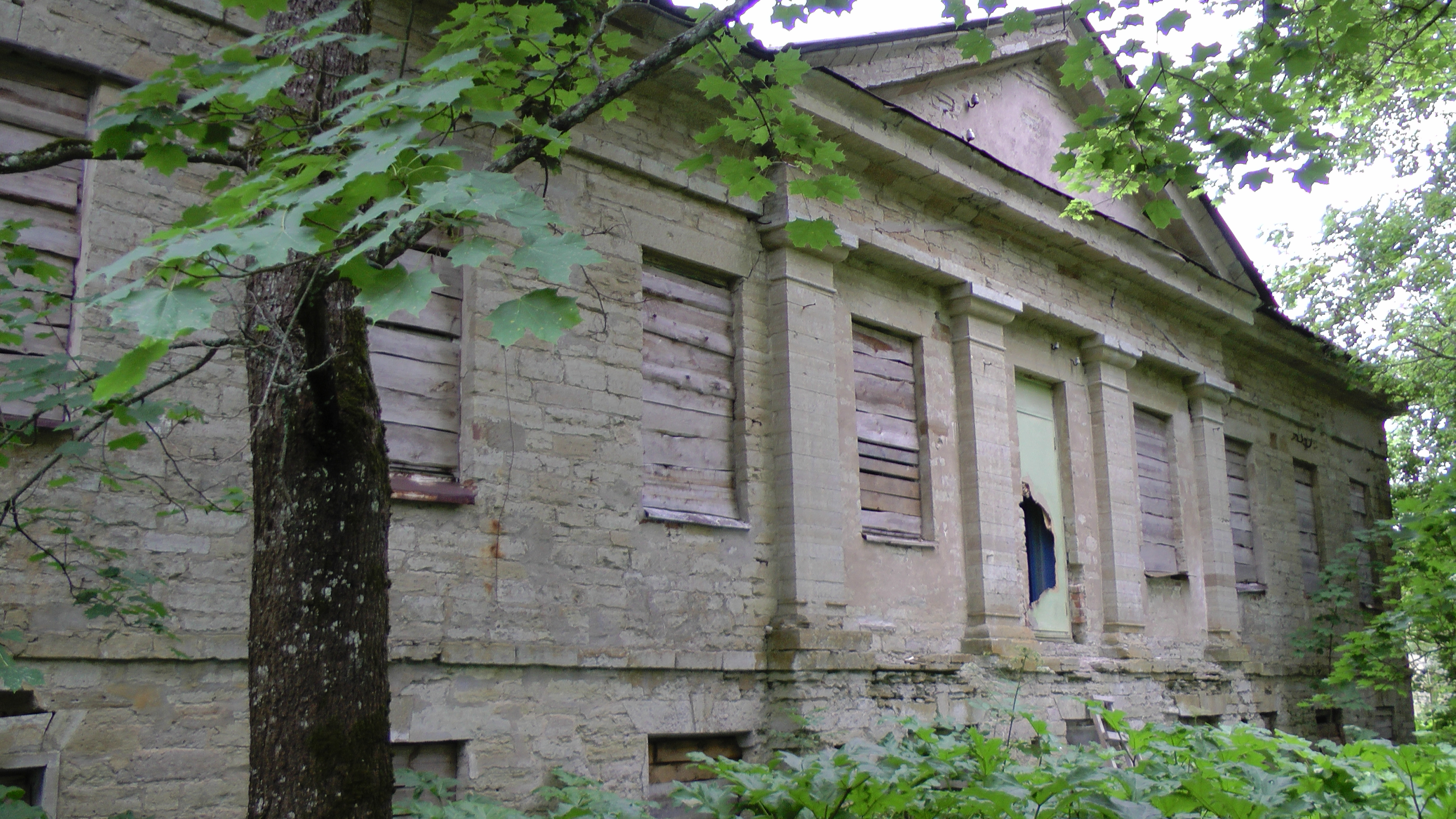
Деревня Воронино, усадебный дом XIX века. 2016 год
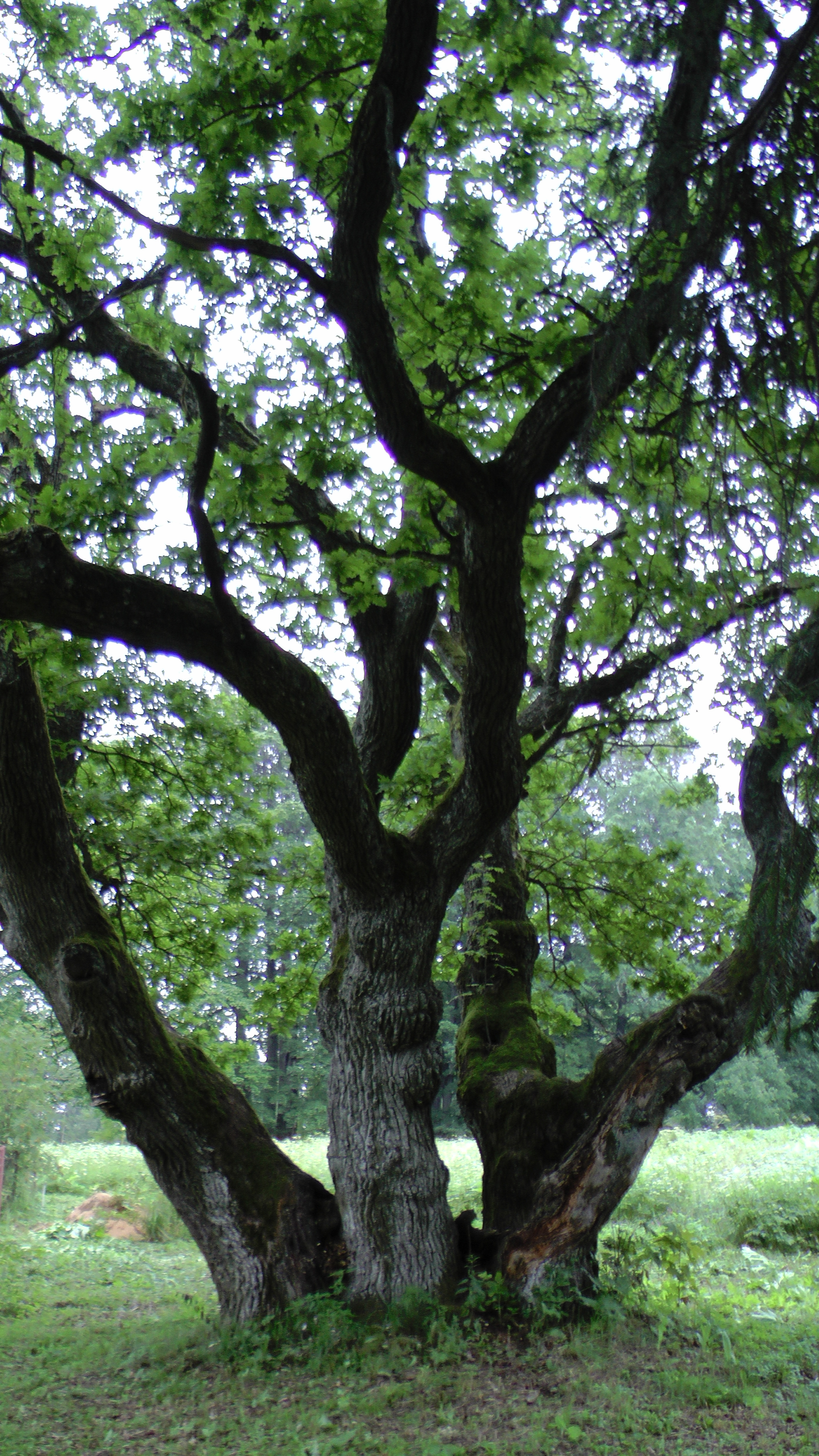
Дуб-солитер в усадьбе. 2016 год
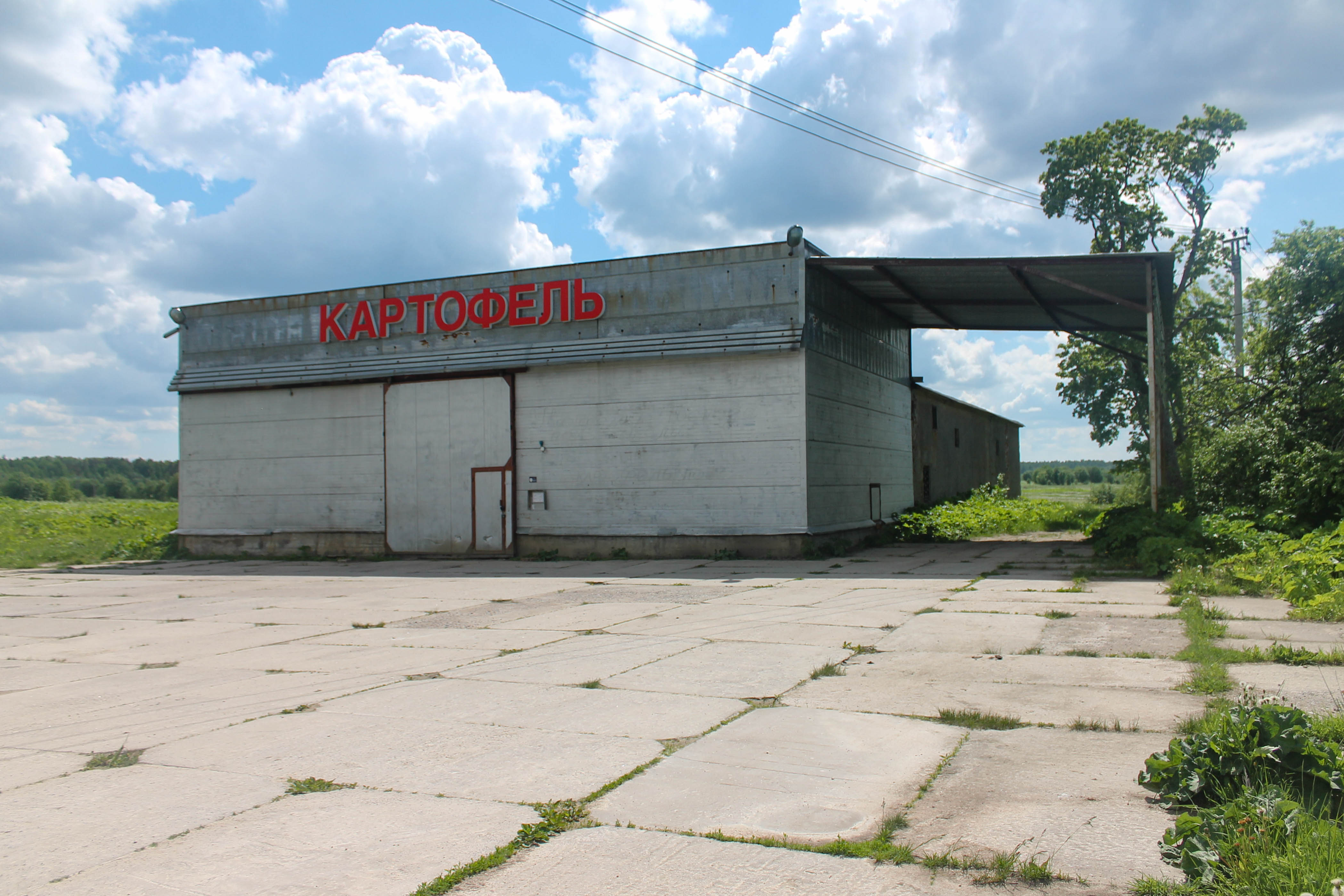
Деревня Воронино, овощехранилище. 2022 год
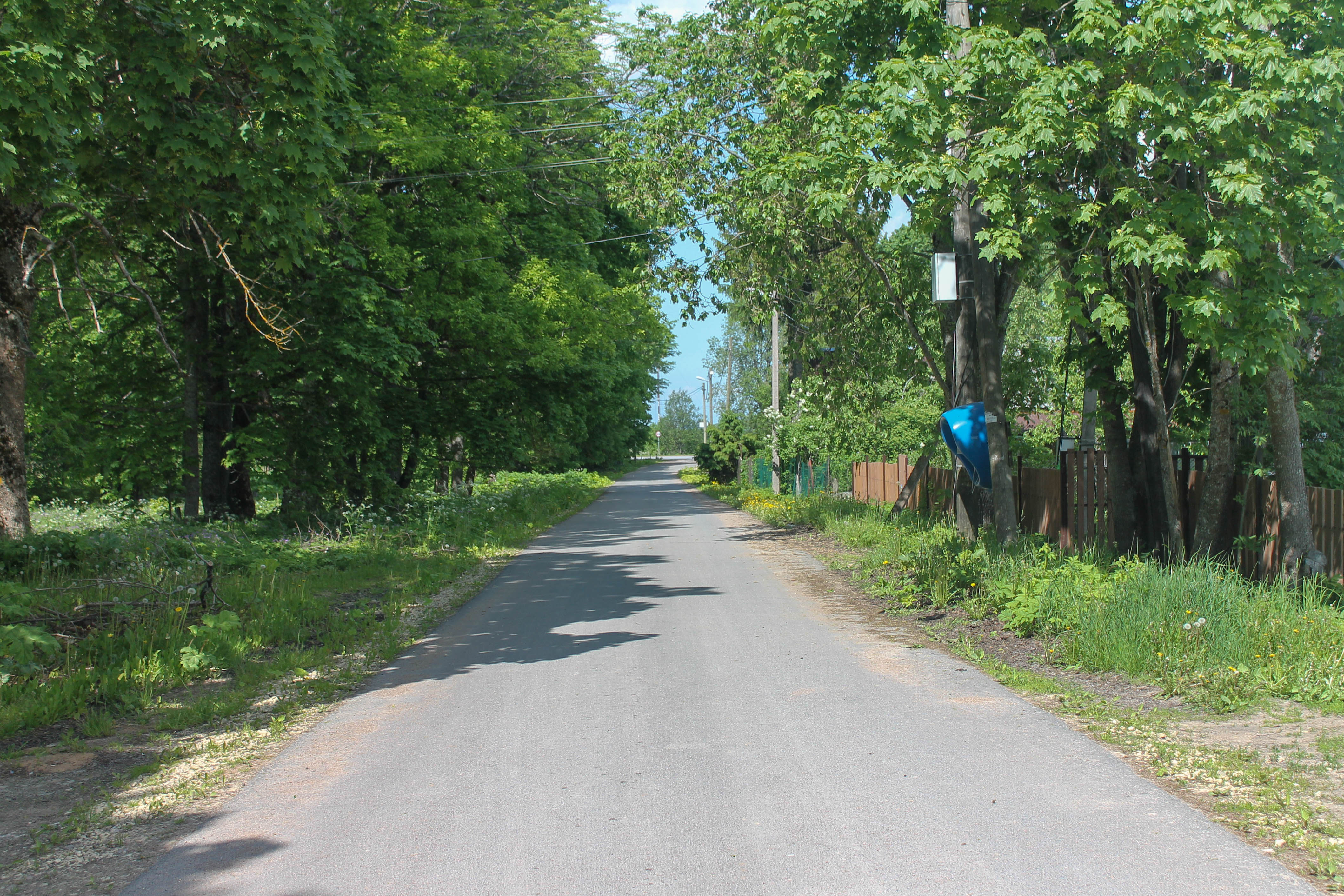
Деревня Воронино, Парковая улица. 2022 год

## Улицы
Заовражная, Заовражный переулок, Липовая, Луговая, Ореховая, Парковая.